# Sân vận động Rio Tinto
Sân vận động Rio Tinto (tiếng Anh: Rio Tinto Stadium, thường được gọi đơn giản là Rio Tinto hoặc The RioT) là một sân vận động dành riêng cho bóng đá của Hoa Kỳ nằm ở Sandy, Utah, được sử dụng làm sân nhà của câu lạc bộ bóng đá Major League Soccer Real Salt Lake. Sân vận động được khánh thành vào ngày 9 tháng 10 năm 2008 và có sức chứa 20.213 chỗ ngồi cho bóng đá, nhưng sân có thể mở rộng sức chứa lên tới hơn 25.000 chỗ ngồi cho các buổi hòa nhạc. Sân nằm ở độ cao 4.450 foot (1.360 m) so với mực nước biển.
Sân vận động này đã tổ chức Trận đấu toàn sao MLS 2009, trận đấu chung kết lượt về CONCACAF Champions League 2011 và trận chung kết Lamar Hunt US Open Cup 2013. Nó cũng tổ chức các trận đấu tại Cúp Vàng CONCACAF 2013 và là nơi tổ chức các trận đấu thuộc vòng cuối cùng của Vòng loại bóng đá nam Thế vận hội Mùa hè 2016 khu vực Bắc, Trung Mỹ và Caribe.
Sân vận động này từng là sân nhà của đội Utah Royals FC thuộc National Women's Soccer League (NWSL) trong ba mùa giải, từ năm 2018 đến năm 2020 trong suốt thời gian tồn tại của đội.